# Sergio Donnini
Sergio Donnini (Firenze, 31 ottobre 1920 – Roma, 2 ottobre 2006) è stato un pittore e partigiano italiano.

## Biografia
Sergio Donnini fu uno degli allievi di Ottone Rosai. Entrò nella bottega del maestro nel 1932 insieme a Dino Caponi, amico d'infanzia e futuro cognato (Donnini ne sposerà la sorella Liliana) prendendo parte alla mostra "Rosai e i suoi allievi".
La famiglia di Donnini, era di chiara tendenze antifascista, tanto che il padre Dario, subì un selvaggio pestaggio da alcuni squadristi per essersi rifiutato di votare il partito Fascista con le schede già segnate. Sergio Donnini aderì al partito comunista. Dopo l’armistizio dell'8 settembre 1943 si dette alla macchia nel Valdarno per formare alcune formazioni partigiane. I suoi genitori nel frattempo protessero, nascondendola in casa propria, la famiglia di origine ebraica Baquis, fino alla Liberazione di Firenze.
Con la Brigata "Sinigallia" il Donnini fu protagonista di numerose azioni contro formazioni nazifasciste combattendo sempre con lo pseudonimo di "Comandante Otto". Nel dopo guerra trasferitosi a Roma proseguì la sua attività di artista raggiungendo la notorietà negli anni dal 1950 al 1960 e divenendo amico di Renato Guttuso, Carlo Levi e Corrado Cagli. Nel 1960 partecipa alla VIII esposizione Quadriennale di Roma. Nel 2005 Donnini fu nominato presidente onorario della Sezione ANPI di Anzio-Nettuno.